# Romancero viejo (poesía)
Se denomina Romancero viejo al conjunto de romances recogidos y publicados durante los siglos XV, XVI y parte del XVII. El romance tradicional fue una manifestación amplia de la poesía folclórica hispánica en respuesta a la llamada balada europea. De acuerdo con el momento histórico en el que se publican y recogen estas composiciones, los estudios literarios hispánicos han optado por dividir este género en dos: el romancero viejo y el romancero de tradición oral moderna, o también conocido como el Romancero nuevo. Aunque existen diferencias notables entre los textos romancescos de ambas recolecciones, las semejanzas en cuanto a su estilo y la repetición de ciertos temas y motivos han permitido asegurar que se trata de un mismo género; simplemente el paso del tiempo y su fuerte carácter oral de transmisión han hecho que muchos de los romances sufran contaminaciones y modificaciones de acuerdo a la época en la que se han recogido.

## Fuentes

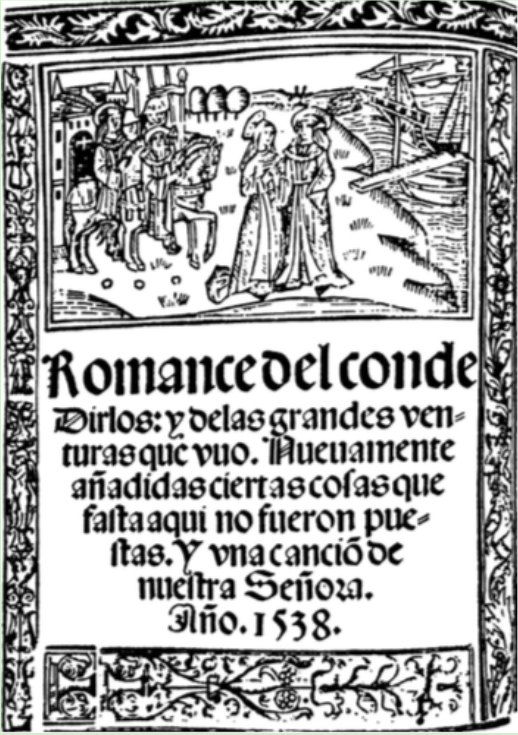
Grabado del Romance del Conde Dirlos.

### Pliegos sueltos
También llamados pliegos de ciego o literatura de cordel, fueron publicaciones de tipo popular que usualmente vendían personas ciegas, que circulaban de manera libre, sin encuadernación y exhibidas para su venta en tenderos de cuerdas. Estos cuadernillos eran de extensión breve, generalmente de 8, 16 o 32 páginas, de pequeño costo, que se caracterizaban por la heterogeneidad de su contenido (que variaban entre composiciones poéticas, sucesos cotidianos, religiosos o de tipo noticioso).
Aunque se conservan algunos pliegos impresos en las ciudades de Sevilla, Burgos y Barcelona, editados a comienzos del siglo XVI, el pliego suelto más antiguo relacionado con el romancero parece haber sido publicado entre 1506 y 1510 en la ciudad de Zaragoza, el cual contiene una versión del romance del Conde Dirlos. Debido a su gran fragilidad, a pesar de que se publicaron muchos de estos pliegos, hoy en día tan solo se conservan unas centenas de estas composiciones.

### Cancioneros

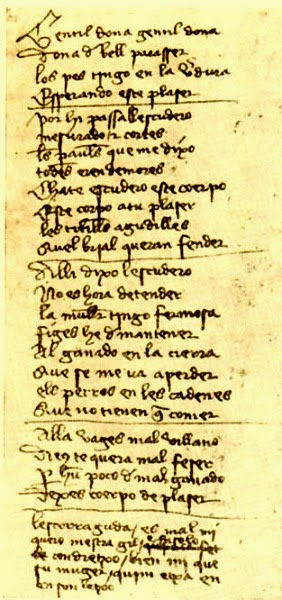
Fragmento del cartapacio de Jaume de Olesa.

Los cancioneros son colecciones breves de canciones y poesías de diversos autores que eran normalmente recitadas en los ambientes cortesanos a finales del siglo XV y comienzos del XVI en España. Algunos romances viejos han sido encontrados en distintas colecciones, como el Cancionero de Estúñiga (aprox. 1460-1463), el Cancionero de Londres (de finales del siglo XV) y el Cancionero musical de Palacio. En este último se han encontrado más de cuarenta romances, la mayoría de ellos de origen medieval, y otros compuestos por poetas de la época.

### Otras fuentes
Otros testimonios escritos en los que se han encontrado romances que se conservan hasta la actualidad provienen de fuentes variadas y casuales. Por ejemplo, en un cartapacio de 1421 de un estudiante de leyes mallorquino, llamado Jaume de Olesa, se encontró dentro de sus apuntes un romance escrito que inicia con «Gentil dona, gentil dona», en el cual se narra cómo una dama intenta conquistar a un pastor sin conseguirlo. Por otro lado, existe un documento notarial, fechado hacia 1429, encontrado en un archivo de Zaragoza en el que aparece copiado un romance que habla sobre un suceso que acaeció en ese momento:                                                                                                                    el asesinato de don Alonso de Argüello, arzobispo de la ciudad, por orden del rey aragonés Alfonso V. Como lo resalta Paloma Díaz-Mas, en ambos casos se trata de documentos escritos por hombres de leyes (un estudiante de derecho y un notario) que por su oficio tenían la costumbre de escribir, en un momento en el que muy pocas personas sabían hacerlo y no se consideraba necesario dejar constancia de las cosas por escrito; gracias a ello quedaron fijados los primeros testimonios de este género. De esta manera, ella deduce que los romances más antiguos de tradición oral, aquellos que eran recitados de memoria y de forma más frecuente, han llegado hasta la actualidad por estos documentos legales de manera fortuita y casual.
Para Mercedes Díaz Roig, la importancia de estas fuentes reside no solo en el origen medieval de estas composiciones, sino también en que evidencian una característica fundamental del romancero: su calidad de poesía tradicional. Las variantes que se encuentran en las diversas composiciones, algunas debidas a la transmisión oral y otras al paso del tiempo, dan cuenta del carácter folclórico y popular que tienen los romances y que han hecho que su conservación sea posible. Al fijar su carácter tradicional, no solo se evocan su antigüedad y su circunscripción en una tradición literaria, sino que además se ve la vigencia del género en cualquier época al permitir incorporar diversas variantes cortesanas, tradicionales y populares.

## Ediciones
Hacia mediados del siglo XVI el Romancero estaba constituido como un género de moda. Paloma Díaz-Mas señala cómo este género estaba presente en la cotidianidad, tanto en el ámbito cortés como en el popular. Se estima que la mayoría de las personas conocían algunos romances, los cantaban y ocasionalmente los acompañaban con instrumentos musicales, como la vihuela. De igual forma, estos eran leídos en pliegos sueltos e incluso copiados para uso personal, por lo que no es de extrañar que con el tiempo se empezaran a publicar libros exclusivamente dedicados a los romances.
Algunas de las primeras publicaciones en las que se encontraron romances escritos, a manera de pretextos para glosas y contrahechuras de poetas cortesanos, fueron:
- Cancionero general: también conocido como Cancionero general de Hernando del Castillo,[5] es una antología de poesía castellana medieval recogida principalmente en los reinados de Castilla y León de Enrique IV y en la corte de los Reyes Católicos, entre 1490 y 1510. Se publicó en 1511 y tuvo gran éxito en el ambiente cortesano al reunir una muestra bastante amplia de la lírica culta que se recitaba en la época. Entre las diversas composiciones musicales allí reunidas, se han encontrado algunos romances insertados entre las canciones, lo que hace evidente la influencia popular y folclórica de este género en los ámbitos de la corte española.

- Cancionero musical de Palacio: también conocido como Cancionero de Barbieri,[6] es una selección de composiciones musicales renacentistas, recopiladas principalmente hacia el último tercio del siglo XV y comienzos del XVI, que contiene el repertorio musical de la corte de los Reyes Católicos. Se han encontrado algunos fragmentos de romances que fueron adaptados para el canto.

Cancioneros en los que se han encontrado algunos romances
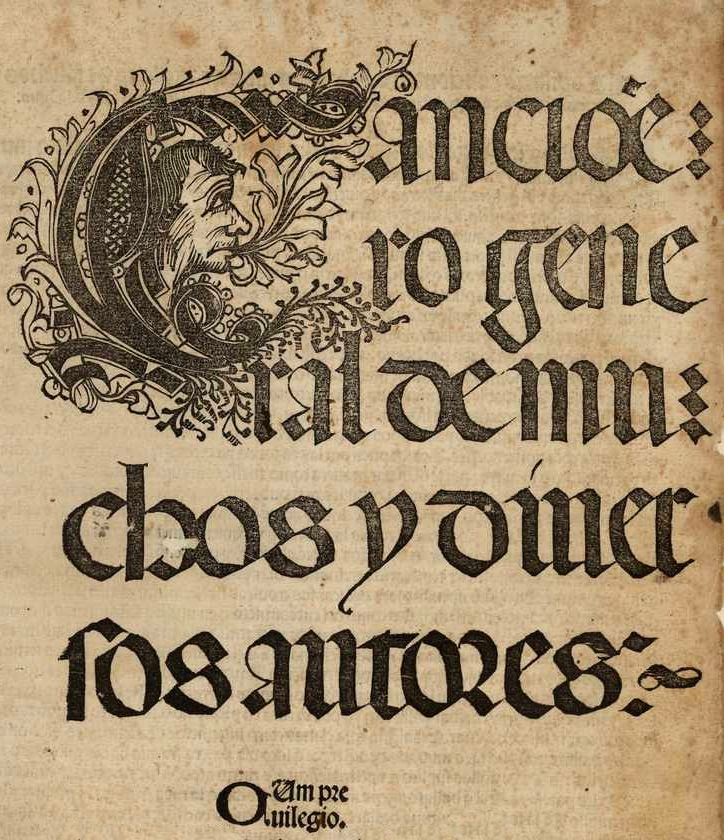
Portada del Cancionero general de muchos y diversos autores.
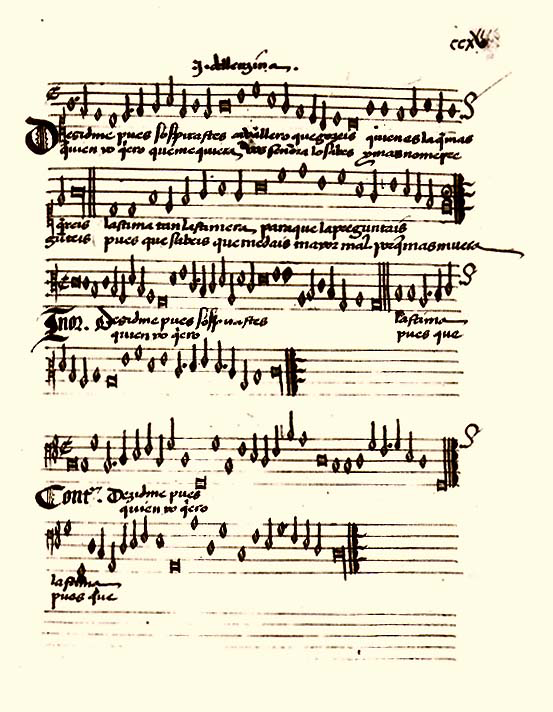
Folio del Cancionero de Palacio.

Las primeras ediciones dedicadas en su totalidad a este género fueron:
- El libro de cincuenta romances: se conoce como el primer intento de publicación de un libro compuesto en su totalidad por romances.[8] Impreso entre 1520 y 1530, solo se ha conservado el primer pliego, el cual contiene la portada y unos pocos romances, entre los que se hallan algunos de origen carolingio, unos novelescos y otros sobre la historia de la guerra de Troya.

- El cancionero de romances s. a.: es la obra publicada por Martín Nucio, en Amberes, en la que hace una recopilación exhaustiva de más de ciento cincuenta romances. También titulada Cancionero de romances en que están recopilados la mayor parte de los romances castellanos que fasta agora se han compuesto, es la primera edición en la que se hace una recolección del conjunto de romances que circulaban de manera libre y oral en ese momento. Aunque esta edición no lleva el año de impresión, se presume que se hizo alrededor de 1547 y 1548. Además, incluye un breve prólogo del propio Nucio, quien era no solo el impresor sino también el autor y editor de algunos de los romances ahí consignados, en el que hace un primer intento de clasificación y ordenamiento de los romances de acuerdo a su tema y su contenido. Él los ordena de la siguiente forma: en primer lugar, los romances de tema carolingio, que suelen ser abundantes dentro del romancero viejo; después, algunos romances de temas históricos y épicos, seguidos de los que tratan sobre la historia de la guerra de Troya y temas clásicos; por último, incluye los romances que hablan de temas relacionados con el amor. Esta obra tuvo una gran acogida por parte del público lector de la época, e incluso apareció un libro, en 1550, con el mismo nombre que circulaba en Medina del Campo, actual Valladolid, que evidencia cómo la obra de Nucio había llegado a España. No se sabe si esta copia era un plagio de la primera, pero el hecho de que se publicara en otras partes hizo patente la consolidación del romancero como género literario y fenómeno editorial irrefutable.

- El cancionero de romances de 1550: debido al éxito editorial de su primera obra, Nucio preparó una reedición de su primer trabajo en 1550. En la nueva edición corrigió algunos textos y los reemplazó por versiones mejoradas, además de eliminar cuatro romances y agregar otros treinta y dos a la versión original. Esta se volvió a reimprimir en 1555. Luego de su muerte, en 1568, su hijo hizo otra reedición. Finalmente, en 1581, se publicó una última edición en Lisboa a cargo de otro impresor. Las constantes reimpresiones a lo largo del siglo XVI del Cancionero de romances evidencian el auge que tuvo este género en España y su fuerte acogida en la sociedad. Es en este periodo en que se consolida el romance como un género propio inscrito en la tradición literaria española.[7]

- Silua de Zaragoza: impreso por Esteban de Nájera en 1550.
- Romances nuevamente sacados de historias antiguas: colección de romances de Lorenzo de Sepúlveda, impresos en 1551 por Juan Steelsio en Amberes.
- Cancionero de romances sacados de las crónicas antiguas de España: colección hecha por Lorenzo Sepúlveda y Alonso de Fuentes, impresa por Francisco del Canto en Medina del Campo en 1570.
- Romancero historiado: compilación de Lucas Rodríguez, impresa en 1582 por Fernando Ramírez en Alcalá de Henares.

Portadas de algunas ediciones de Romances
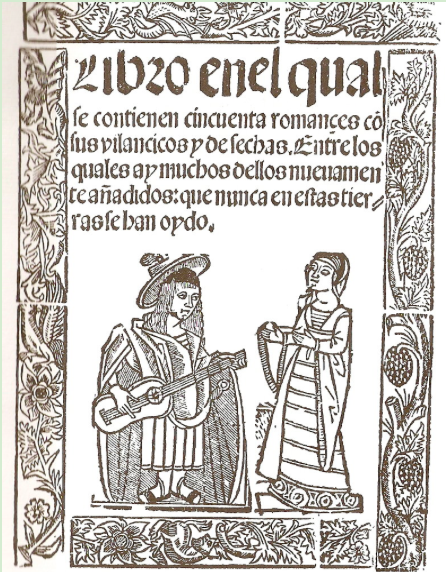
Portada del Libro de los cincuenta romances, primera colección de romances conocida.
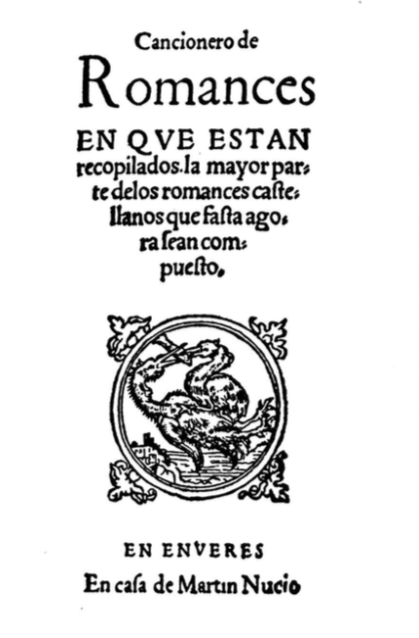
Portada de Cancionero de romances, de Martín Nucio.
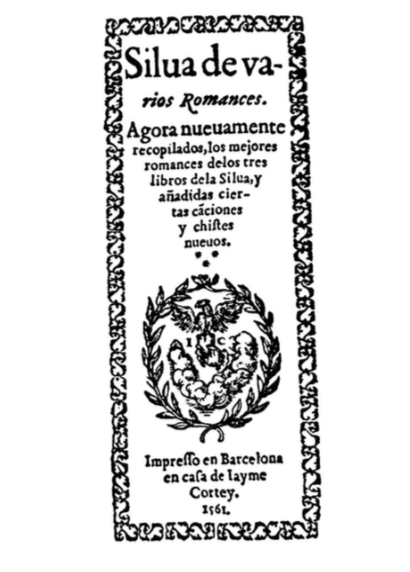
Portada de Silua de varios romances de Zaragoza.
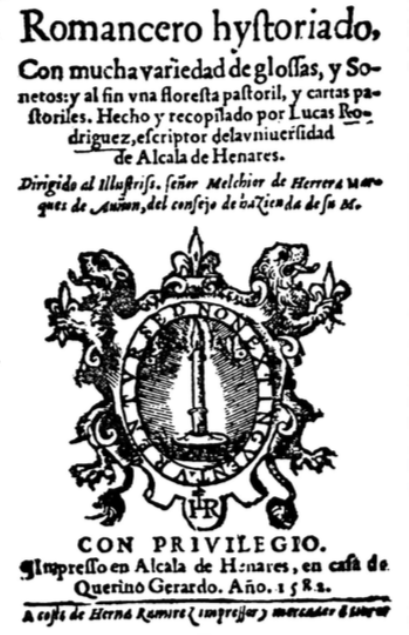
Portada de Romancero historiado de Alcalá.

## Formas del romancero viejo
A partir de 1950 varios estudios, como los de S. G. Armistead, P. Bénichou, D. Catalán, M. Alvar, G. Di Stefano y M. Díaz Roig, han tratado de evidenciar la forma que tiene el romancero viejo y su relación con la tradición oral moderna. Algunos trabajos se han interesado en la manera como se dieron y recrearon estas composiciones poéticas, estudiando las características formales iniciales del romance como género.

### Métrica
Se ha considerado que los romances estaban conformados por versos monorrimos de dieciséis sílabas, si su origen es de tipo épico, o por versos octosílabos con rima asonante en los versos pares, si su procedencia es lírica. Según la idea defendida por Milá y Fontanals, Menéndez Pelayo, Andrés Bello y Menéndez Pidal, el romance sería un desgajamiento de la canción de gesta que los juglares habrían hecho al extraer los momentos clímax de las narraciones que más agradaban al público. En esos romances primitivos épicos de estilo juglar, la métrica era oscilante; su tradicionalización fue reduciendo la extensión, dándoles tonalidades cada vez más líricas y dramáticas. La balada europea, en auge durante el siglo XIV, contribuyó a que la oscilación métrica propia de la épica empezara a ceder, lo que reguló el verso largo de dieciséis sílabas al doble octosílabo que se conoce actualmente.

### Tirada y estrofa
Según los partidarios del origen épico o lírico de los romances, la tirada varía de acuerdo al tema tratado en cada uno de ellos. Según Díaz Roig, el estrofismo parece no ser más que una invención de los músicos del siglo XVI que buscaban ajustar la letra de la composición a la música con la que se cantaban algunos de estos textos.

### Rima
La rima propia de este género es la asonante. En los romanceros viejos esta regla es completamente estricta, a diferencia de los de tradición oral actual, o romances nuevos, donde aparecen algunas veces versos con rima consonante.
Las asonancias más comunes son las llanas (ía, áa, áo); las que les siguen son las agudas (á, é y ó); y suelen ser frecuentes las rimas en éa y áo, en comparación con las asonancias ío, í y óe.

### Estribillo
Esta adición de origen lírico que poseen algunos romances que fueron adaptados para el canto parece resaltar el carácter musical con el que fueron usados en las cortes. Usualmente, no marca una división conceptual entre los versos, como lo hacían las canciones gallegoportuguesas o los villancicos castellanos, sino que acentúa su musicalidad y lirismo. Uno de los ejemplos más conocidos de este tipo de romances es el de La pérdida de Alhama, en el cual el estribillo funciona como refuerzo dramático del momento en el que la Alhambra cae a manos de los cristianos. Esta adición no marca ningún cambio conceptual a lo largo del romance, solo refuerza el lamento de la pérdida que sufren los moros en ese momento.

Paseábase el rey moro — por la ciudad de Granada
desde la puerta de Elvira — hasta la de Vivarrambla.
—¡Ay de mi Alhama!—
Cartas le fueron venidas — que Alhama era ganada.
Las cartas echó en el fuego — y al mensajero matara,
—¡Ay de mi Alhama!—
Descabalga de una mula, — y en un caballo cabalga;
por el Zacatín arriba — subido se había al Alhambra.
—¡Ay de mi Alhama!—
Como en el Alhambra estuvo, — al mismo punto mandaba
que se toquen sus trompetas, — sus añafiles de plata.
—¡Ay de mi Alhama!—
Y que las cajas de guerra — apriesa toquen el arma,
porque lo oigan sus moros, — los de la vega y Granada.
—¡Ay de mi Alhama!—
Los moros que el son oyeron — que al sangriento Marte llama,
uno a uno y dos a dos — juntado se ha gran batalla.
—¡Ay de mi Alhama!—
Allí fabló un moro viejo, — de esta manera fablara:
—¿Para qué nos llamas, rey, — para qué es esta llamada?
—¡Ay de mi Alhama!—
—Habéis de saber, amigos, — una nueva desdichada:
que cristianos de braveza — ya nos han ganado Alhama.
—¡Ay de mi Alhama!—
Allí fabló un alfaquí — de barba crecida y cana:
—Bien se te emplea, buen rey, — buen rey, bien se te empleara.
—¡Ay de mi Alhama!—
Mataste los Bencerrajes, — que eran la flor de Granada,
cogiste los tornadizos — de Córdoba la nombrada.
—¡Ay de mi Alhama!—
Por eso mereces, rey, — una pena muy doblada:
que te pierdas tú y el reino, — y aquí se pierda Granada.
—¡Ay de mi Alhama!—.

### Estructura interna
Los romances pocas veces se presentan como una narración pura en tercera persona. Por lo general, contienen una mezcla de narración y diálogos que confieren al poema una organización particular, en la cual los hechos narrados se acentúan a través de los diálogos. 
Menéndez Pidal propone dos maneras de ver la estructura del romance: la primera, el romance-diálogo; y la segunda, el romance narrativo. Di Stefano discute esta clasificación considerando que, además de que un romance se puede identificar por su mera descripción, se debe tratar más a fondo otros elementos, como el tiempo, el espacio, la narración, etc. Este último propone dos maneras diferentes de organizar el relato: la estructura alfa y la estructura omega.

## Temáticas principales
Este tipo de composición admitió que se hablara sobre una gran variedad de temas: desde las guerras, las rebeliones y las traiciones, hasta el amor, el adulterio, la fidelidad, el heroísmo, la aventura y la muerte, por nombrar algunos. Estos motivos suelen ser repetitivos en los romances viejos, pero cada composición los trata de manera única y particular. Algunas de las fuentes que tomaron estos elementos están relacionadas con la historia de España, la épica francesa, algunos cuentos y leyendas folclóricas, temas propios de la balada europea y, la mayoría de ellas, con varios elementos de la imaginación del poeta que recogía de su propio entorno.

### Clasificaciones

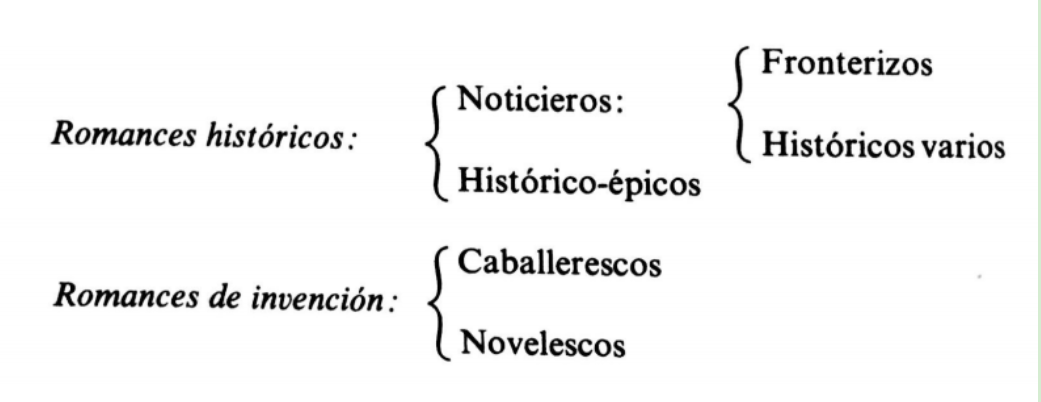
Clasificación de F. Wolf y C. Hofmann.

Muchos de los estudios sobre la clasificación por temas del romancero viejo se han centrado en buscar los asuntos propiamente romancescos en la historia y en la literatura nacional y extranjera, intentando dilucidar el origen de la mayoría de las fuentes concretas de cada romance. De esta forma, la clasificación de estas composiciones generalmente se han hecho por la temática tratada. Una de las clasificaciones que ha sido más utilizada, y de la cual se han hecho diversas variaciones, es la de Ferdinand Wolf y Conrado Hofmann.
Aunque se han hecho otras clasificaciones, en las que se incluyen también los romances nuevos, Mercedes Díaz Roig enfatiza que hasta el momento todo intento de clasificar este género ha sido una labor imperfecta si comprendemos que las temáticas, su origen y su tratamiento estarían presentes en muchas composiciones al mismo tiempo. Un romance clasificado como histórico puede, a la vez, hablar de temas fronterizos y tener un componente épico o novelesco. Así mismo, muchos de los llamados romances novelescos tienen como base relatos históricos o textos de origen caballeresco.
Un ejemplo del modo como un romance se clasifica de manera arbitraria de acuerdo a los criterios del editor o compilador es el romance del El Cid y Búcar, el cual pasó de ser un romance épico en las versiones publicadas en el siglo XVI a un romance novelesco en las versiones modernas del siglo XIX.

## Tradición oral
Díaz Roig señala que el romance, como género poético, esta sometido a las dos fuerzas que rigen la lírica popular: la conservación de sus contenidos y la renovación de sus formas. Las distintas versiones que tiene un romancero son el resultado de múltiples contactos con el ámbito popular y de su transmisión oral a través del tiempo. La conservación permite que una composición se mantenga viva en la memoria colectiva de una sociedad durante años, incluso siglos, pasando de generación en generación a través de los relatos familiares y sociales. En la mayoría de las culturas se tiende a repetir lo heredado como símbolo de apropiación de una identidad que define su propia tradición. Pero al mismo tiempo, existe una necesidad y un deseo en las mismas sociedades (ya sea consiente o inconsciente) por renovar y mejorar lo que se tiene, transformando las mismas composiciones que se han conservado en otros textos, a veces muy similares, pero con variantes propias de una época. 
Así, la gama de transformaciones que han sufrido los romances son infinitas, puesto que infinitas son las capacidades y las características de las distintas sociedades y culturas en las que se han transmitido estas composiciones. Para algunos no es importante las características formales, para otros los contenidos; unos mantienen los temas y otros los cambian de acuerdo a los hechos que viven en su momento. Es tal la variabilidad y plasticidad que tiene el romance que se ajusta a su entorno y aun así conserva lo más propio de su forma. De esta manera, para Díaz Roig "el romance cambia y permanece, varía y queda el mismo, porque la historia rara vez se pierde; puede acortarse o alargarse y también, aunque no es frecuente, convertirse en un romance diferente".
Todo este trabajo de la tradición solo es posible gracias a que en la conciencia de las personas se sabe que un texto popular no pertenece a nadie, y como tal, al aprenderse, se toma como si fuera propio. La incorporación de estas formas líricas al pensamiento social es lo que permite que siga vigente este género hoy en día, desarrollándose y transformándose a medida que sigue transmitiéndose a las generaciones futuras. 